# Meeting Steven
Meeting Steven es un trabajo cinematográfico realizado en el 2010 en formato cortometraje de ficción del género comedia dirigido, producido y escrito por Carlos Bastardés y protagonizado por Pilar Bastardés.
En él han participado profesionales del cine español, como Mariano Venancio y Marta Miró. 

## Argumento
Meeting Steven trata de una joven actriz que busca alrededor del mundo a Steven, entregando unas tarjetas de visita a quien se encuentra a su paso, en las que pone "si ves a Steven, dile que me llame" junto con un número de teléfono, siempre acompañada por una maleta y en situaciones algo surrealistas. Según cita la carátula del DVD respecto a la sinopsis del cortometraje, el encontrar a Steven, es la consecución de un sueño, tratando de transmitir que todo es posible si une pone todo su empeño. 

### Sinopsis carátula DVD
Siempre habrás escuchado una voz dentro de ti que te habla 
en susurros, está ahí en los momentos difíciles como en los 
fáciles, esa voz nos pide que creamos, que lo intentemos, 
que lo hagamos... 
Aunque quisiéramos nunca cesará, siempre ha estado 
ahí, desde nuestra infancia nos ha acompañado por el 
camino de la vida. Esos susurros no son más que nuestros 
sueños, siéntelos, préstales atención, lucha por ellos, no 
tienen por que ser un susurro eternamente, la vida es una 
gran oportunidad. Hazlos realidad, ellos te estarán 
esperando. 
Embárcate junto con la protagonista en un viaje 
alrededor del mundo para lograr alcanzar así su sueño, con 
el tesón y el afán de superación como brújula para 
demostrarte cómo todo es posible si uno pone todo su 
empeño.

## Producción

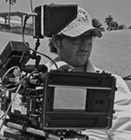
Carlos Bastardés. Rodaje Sec. Desierto Agosto 2009

A comienzo del mes de agosto de 2009 empezaría el rodaje, y se prolongaría durante todo el mes debido a los viajes realizados a las diferentes localizaciones. La posproducción terminaría a mediados del mes de febrero de 2010, terminado así para su distribución. Algunos elementos de Meeting Steven a nivel de producción son: Múltiples localizaciones, entre ellas encontrándose un aeropuerto en terminal y pista y con la utilización de un avión real de aerolínea comercial, la protagonista lleva unos 19 cambios de vestuario. La producción se llevó a cabo con profesionales españoles y estadounidenses, y se emplearon tres unidades diferentes de rodaje debido a las localizaciones. Al finalizar esta producción habrían participado 65 profesionales.

## Banda sonora original
La banda sonora original de Meeting Steven está compuesta y realizada en el estudio Moldium Sound de Rubén Ruíz Miranda . Tres temas son los que la componen: "Your Own Highway", "How to Play the Blues", "Dream in Vain".

## Meeting Steven en IBERIA
En junio del 2010 se firmaría un acuerdo para el visionado a bordo en los vuelos de la compañía que están dotados del sistema de entretenimiento, tanto en Business Class como en el pasaje normal, a partir del mes de septiembre y por tiempo limitado. La cifra pasajeros que verán Meeting Steven será de 325.000 de media mensual, cifra estimada por IBERIA para el último trimestre de 2010. 

## Meeting Steven en RENFE
En septiembre de 2010 se llega a un acuerdo con Confersa por el que se comienza la exhibición de Meeting Steven en las líneas ferroviarias de corto recorrido del tren de alta velocidad AVE de RENFE a principios del 2011.

## Distribución
La distribución en Festivales la realiza Promofest, empresa especializada en la distribución mundial para festivales de cortometrajes, Meeting Steven ha sido enviado a diferentes países.

## Premios
Premios Goya
| Año  | Categoría                        | Película       | Resultado |
| ---- | -------------------------------- | -------------- | --------- |
| 2011 | Al mejor cortometraje de Ficción | Meeting Steven | Candidato |

Meeting Steven ha sido seleccionado por diferentes Festivales nacionales e internacionales.
| Festival                                                    | País     | Resultado    |
| ----------------------------------------------------------- | -------- | ------------ |
| WORLD INDEPENDENT FILM EXPO                                 | EUA      | Seleccionado |
| ERA NEW HORIZONS INTERNATIONAL FILM FESTIVAL                | POLONIA  | Seleccionado |
| BALLSTON SPA FILM FESTIVAL                                  | EUA      | Seleccionado |
| SALENTO FINIBUS TERRAE INTERNATIONAL DE CINEMA              | ITALIA   | Seleccionado |
| FESTROIA FESTIVAL INTERNATIONAL DE CINEMA                   | PORTUGAL | Seleccionado |
| CINE A LA CALLE FEST. INTER. AL AIRE LIBRE                  | COLOMBIA | Seleccionado |
| CONCURS NACIONAL DE CINE CIUTAT DE CORNELLA                 | ESPAÑA   | Seleccionado |
| FESTIVAL DE CORTOMETRAJES HAYAH                             | PANAMÁ   | Seleccionado |
| FESTIVAL DE CORTOS LA TACITA DE PLATA                       | ESPAÑA   | Seleccionado |
| FESTIVAL DE CINEMA IMAGET ET VIE                            | SENEGAL  | Seleccionado |
| CICUVI FESTIVAL INTERNACIONAL DE CINE CULTURA Y VIDA        | MEXICO   | Seleccionado |
| FESTIVAL FRANCESCO PASINETTI                                | ITALIA   | Seleccionado |
| PREMIO LENOLA INVENTA UN FILM                               | ITALIA   | Seleccionado |
| L´ECRAN CEVENOL-FESTIVAL INTERNATIONAL DU FILM VIDEO VEBRON | FRANCIA  | Seleccionado |